# Шандор Ференці
Ша́ндор Фе́ренці (угор. Ferenczi Sándor, до 1879 року — Френкель; 7 липня, 1873, Мішкольц — 22 травня, 1933, Будапешт) — угорський психоаналітик, один з найбільш помітних однодумців З. Фрейда у 1908—1924 роках, засновник Угорського психоаналітичного товариства (1913), засновник вчення про інтроекцію (1909).

## Біографія
Народився у місті Мішкольц в єврейській сім'ї. Його батько, Барух  Френкель (пізніше Bernát Ferenczi, 1830—1889), переїхав до Мішкольця із Кракова; мати — Роза Ейбеншюц (1840—1921) — також походила із західної Галичини (Тарнів), а виросла у  Відні. Батько був власником книжкового магазину з власною типографією та послугами бібліотеки.
З 1900 року займався приватною неврологічною практикою. До моменту знайомства з Фрейдом (1908) встиг опублікувати не менше 30 робіт. Супроводжував Фрейда в численних робочих поїздках, став членом внутрішнього психоаналітичного кола. За часів Угорської Радянської Республіки у 1919 році за підтримки  Бела Куна організував у в Будапештському університеті кафедру психоаналізу.
У 1924 році Ференці з Отто Ранком опублікували працю «Розвиток психоаналізу». Фактично, Ференці підтримав ранківську теорію «первинної травми народження», яка заперечувалась Фрейдом. Це призвело до погіршення стосунків між Ференці та Фрейдом, хоча до відкритого розриву не дійшло.

## Погляди
Ференці постійно експериментував з методами терапевтичного впливу, відстоював застосування гіпнозу. Став відомим завдяки своїй роботі з найскладнішими пацієнтами та створеній теорії більш активного втручання, порівняно з психоаналізом. Однією з його пацієнток була Мелані Кляйн.
У своїх дослідженнях Ференці дійшов висновку, що свідчення пацієнтів про насилля в сім'ї в дитячі роки, можна вважати правдивими тільки після їх перевірки в роботі з іншими членами цієї родини. Відтворення в пам'яті пацієнта травматичних переживань він не вважав суттєвим для терапії.
З метою концентрації лібідо в терапевтичних цілях, Фрейд рекомендував пацієнтам сексуальне утримання. Ференці пішов далі й вимагав також відмови від їжі, пиття та інших фізичних функцій. Коли така практика показала свою контрпродуктивність, Ференці перейшов на прямо протилежні позиції, вимагаючи від психоаналітика проявляти до пацієнтів якомога більше тепла, ніжності та прихильності, оскільки, саме цього невротики були позбавлені в дитинстві.
У вкрай суперечливій роботі «Таласса, досвід генітальної теорії» («Thalassa, Versuch einer Genitaltheorie», 1924) Ференці робить акцент на інстинктивному прагненні індивіда до повернення в материнське лоно і, зрештою, у води світового океану. Шандор Ференці дотримувався ідеї поєднання функції аналітика та супервізора в одній людині, що було мало популярним серед інших психоаналітиків.

## Вплив
Погляди Ференці вплинули на його угорського колегу Мікаеля Балінта. Вони також мають певне визнання серед послідовників Жака Лакана, так само як і серед прихильників психоаналізу відносин — школи психоаналізу, що виникла в США в 1980-і. Психоаналітики цієї школи вважають, що Ференці випередив їх власний клінічний акцент на взаємності (інтимності), інтерсуб'єктивності та важливості аналітичного контрпереносу.